# Rhododendron pronum
Rhododendron pronum är en ljungväxtart som beskrevs av Tagg och Forrest. Rhododendron pronum ingår i släktet rododendron, och familjen ljungväxter. Inga underarter finns listade i Catalogue of Life.